# Catasetum
Die Pflanzengattung Catasetum gehört zur Familie der Orchideen (Orchidaceae). Die 140 bis 170 Arten sind alle in der Neotropis von Mexiko bis Argentinien verbreitet. Das Zentrum der Artenvielfalt liegt in  Brasilien. Aufgrund ihrer interessanten Blüten werden einige Arten gelegentlich kultiviert.

## Beschreibung

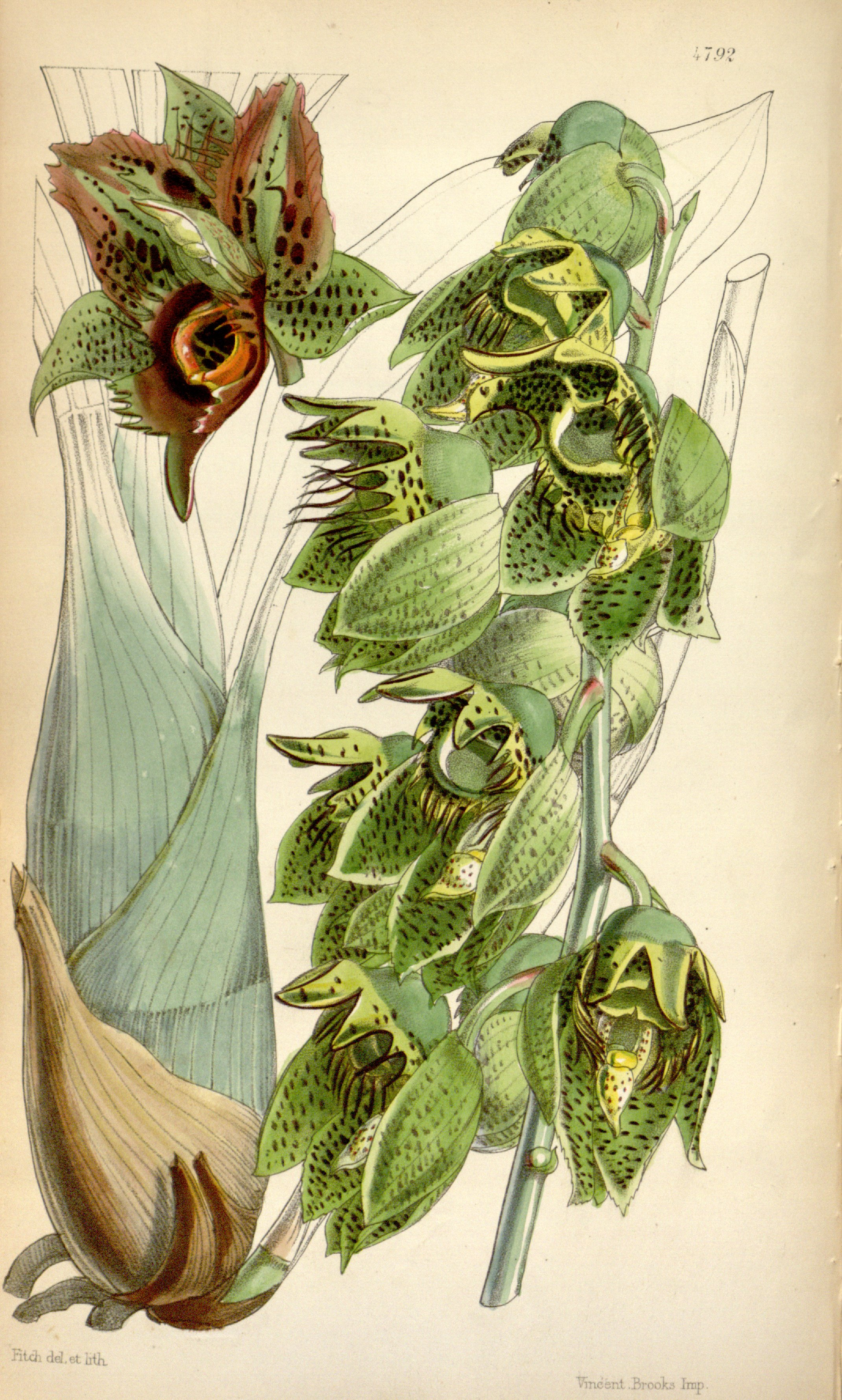
Illustration aus Curtis’s Botanical Magazine von Catasetum naso

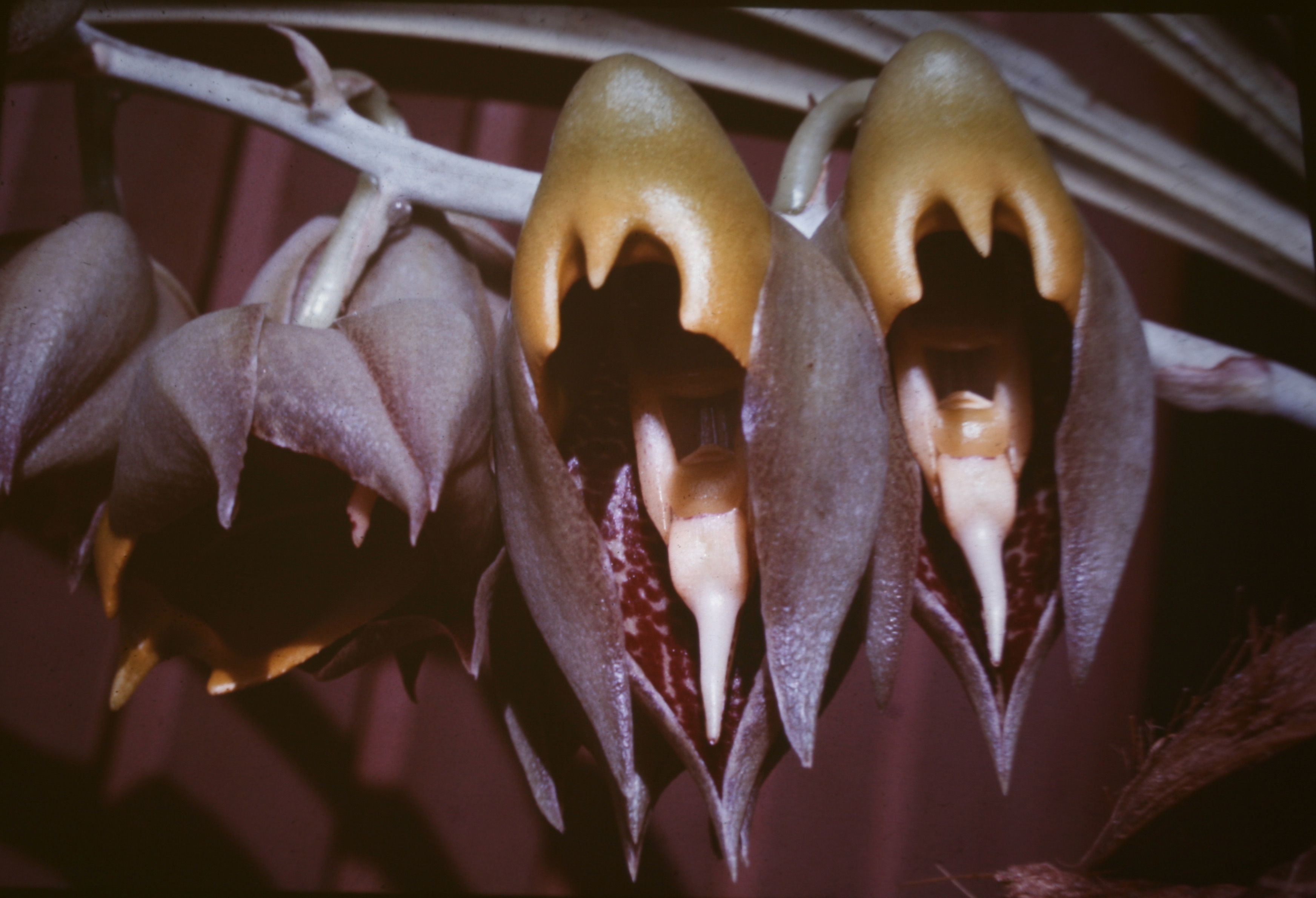
Catasetum macrocarpum

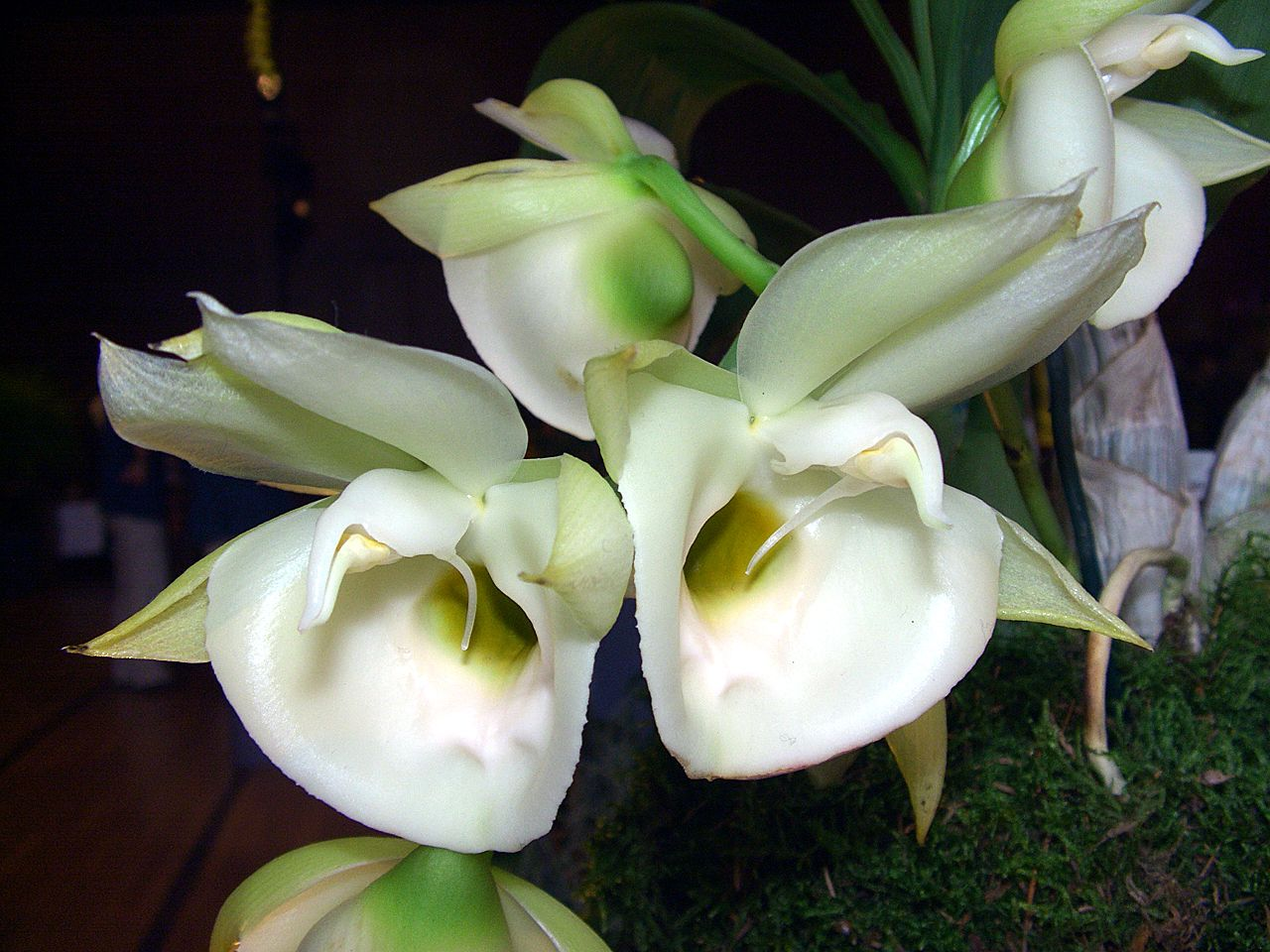
Zygomorphe Blüten von Catasetum pileatum

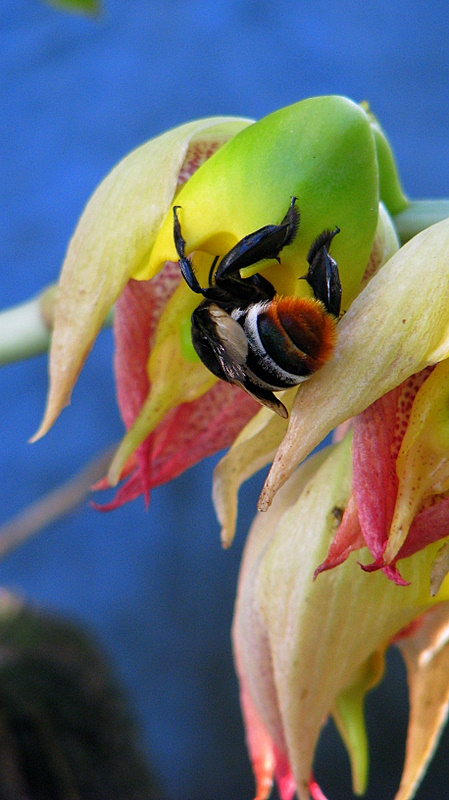
Männliche Eulaema niveofasciata an Blüte von Cataseum macrocarpum

### Vegetative Merkmale
Catasetum-Arten wachsen als laubabwerfende, ausdauernde krautige Pflanzen. Alle Catasetum-Arten bilden an einem kriechenden Rhizom in kurzem Abstand Pseudobulben. Sie bestehen aus mehreren Internodien und sind langgestreckt oval geformt. Verteilt an den Pseudobulben sitzen zweizeilig die Laubblätter. Die einfachen Blattspreiten sind oval, längs der zahlreich sichtbaren Blattadern gefaltet, an der Basis keilförmig zulaufend mit einem Trenngewebe zur Pseudobulbe. Der Blattgrund umschließt die Pseudobulbe röhrenförmig. Die Laubblätter werden am Ende der Wachstumsperiode, meist bedingt durch eine Trockenzeit, abgeworfen.

### Generative Merkmale
Je Pseudobulbe kann es einen oder mehrere Blütenstände geben, sie erscheinen seitlich aus den Blattachseln an der Basis der Pseudobulben.
Es ist eine der wenigen Orchideen-Gattungen, deren Arten zweihäusig getrenntgeschlechtig diözisch sind. Die  Catasetum-Arten bilden männliche und weibliche Blüten, selten treten zwittrige Blüten auf. Die eingeschlechtigen Blüten sehen innerhalb einer Art unterschiedlich aus (Sexualdimorphismus). Blütenstände mit männlichen Blüten tragen mehr Blüten als solche mit weiblichen. Die männlichen Blüten sind resupiniert oder nicht.
Die zygomorphen Blüten sind dreizählig. Alle Blütenhüllblätter sind fleischig oder wachsartig dick. Die Lippe oft kappenartig über die Blüte gebogen.  Die Säule ist länglich, an ihrem Ende sitzt das Staubblatt. Es enthält zwei Pollinien, die über ein elastisches Stielchen mit einer großen Klebscheibe (Viscidium) verbunden sind. Ausgehend vom Rostellum (einem umgewandelten Narben-Gewebe) ragen zwei fadenförmige Anhängsel von der Säule in die Blüte hinein. Weibliche Blüten sind nie resupiniert, die Lippe ist immer helmförmig, die Säule kürzer und dicker, das Staubblatt ist nur rudimentär entwickelt, die Anhängsel fehlen.

## Ökologie
Die Catasetum-Arten wachsen meist epiphytisch.
Alle Arten der Gattung Catasetum werden von männlichen Prachtbienen (Euglossini) bestäubt. Die Blüten der Catasetum-Arten produzieren starke Düfte. Berührt eine Prachtbiene die Anhängsel der Säule, werden die Pollinien aktiv herausgeschleudert und an das Insekt geklebt. Getroffene Prachtbienen meiden danach männliche Blüten, da die weiblichen aber anders aussehen, werden diese weiter besucht. Die Platzierung der Pollinien am Körper der Prachtbiene erfolgt sehr spezifisch, so dass bei einem Besuch der weiblichen Blüte das Pollinium auf die Narbe trifft.

## Vorkommen
Die Arten der Gattung Catasetum sind in der Neotropis verbreitet. Von Mexiko südwärts besiedeln sie die Nordhälfte Südamerikas, im Süden reicht das Verbreitungsgebiet bis nach Paraguay, Argentinien sowie Bolivien und sie kommt in Kuba vor. Das Zentrum der Artenvielfalt liegt in Brasilien.
Catasetum-Arten wachsen als Epiphyten, oft im Stammbereich abgestorbener Bäume. Es werden Höhenlagen von 0 bis 1000 Meter besiedelt.

## Systematik
Die Gattung Catasetum wurde 1822 durch Louis Claude Marie Richard ex Karl Sigismund Kunth In: Synopsis Plantarum ..., Band 1, S. 330–331 aufgestellt. Typusart ist Catasetum maculatum Kunth.
Die Gattung Catasetum gehört zur Subtribus Catasetinae in der Unterfamilie Epidendroideae innerhalb der Familie Orchidaceae.  Subtribus Catasetinae enthält wenige weitere Gattungen: Clowesia, Cyanaeorchis, Cycnoches, Dressleria, Galeandra, Grobya und Mormodes. Dressler 1993 ordnet sie in die Tribus Cymbidiae ein, bemerkt aber, dass sie kladistisch eine Untergruppe, keine Schwestergruppe, der Subtribus Cyrtopodiinae sei.
Je nach Autor gibt es eine sehr unterschiedliche Anzahl von Arten: Chase et al. 2015 akzeptieren bis zu 176 Taxa. Bei Morales et al. 2017 werden 140 Arten akzeptiert. Nach Milet-Pinheiroa 2017 et al. gibt es etwa 170 Arten.

## Kultur
Aufgrund der großen, interessanten Blüten sind Catasetum-Arten in Kultur zu finden. Sie benötigen während der Wachstumszeit viel Licht, Wasser und Dünger. Aufgrund der Wachstumsrhythmik muss eine Trockenzeit eingehalten werden.